# Sesbania
'

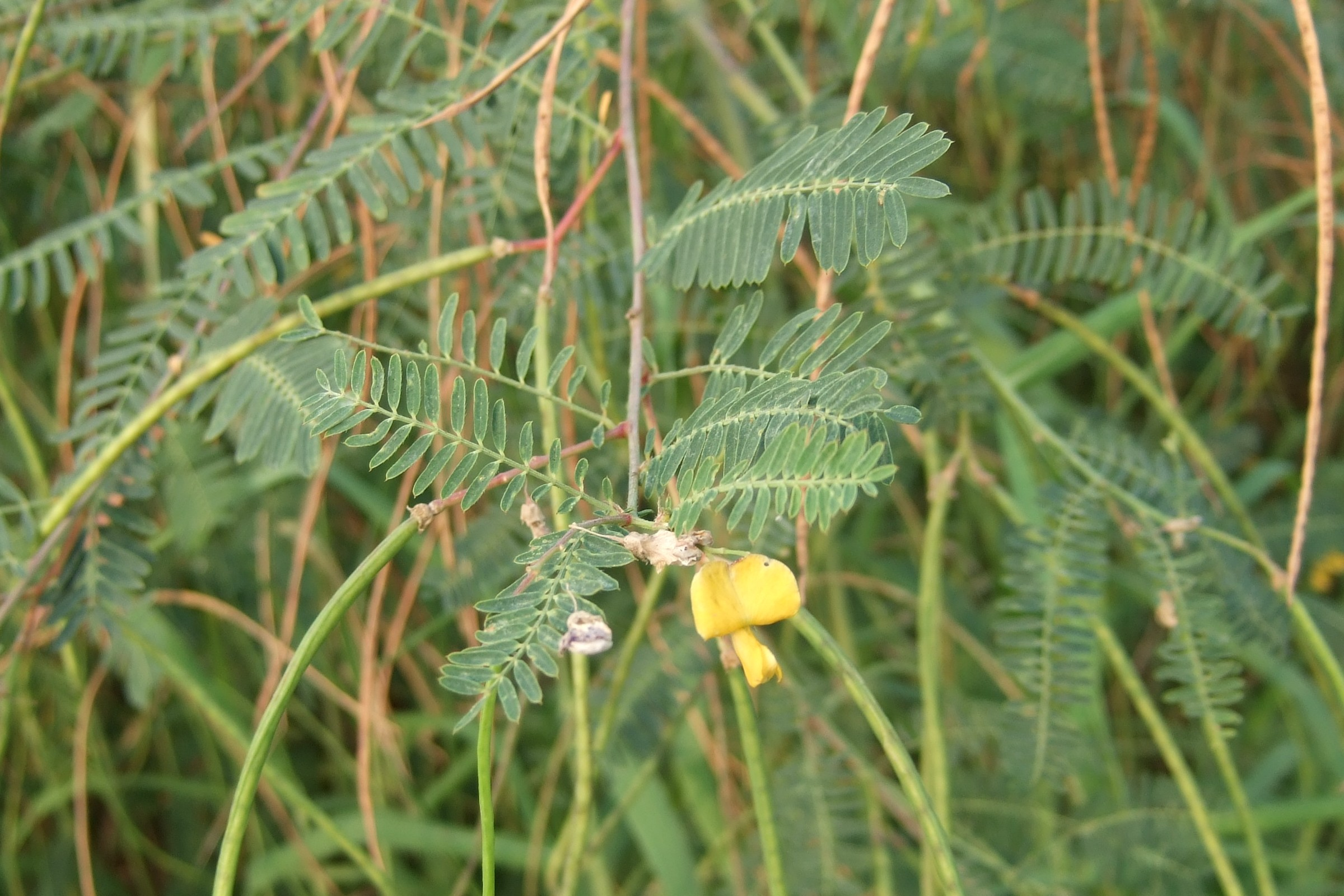
Sesbania cannabina

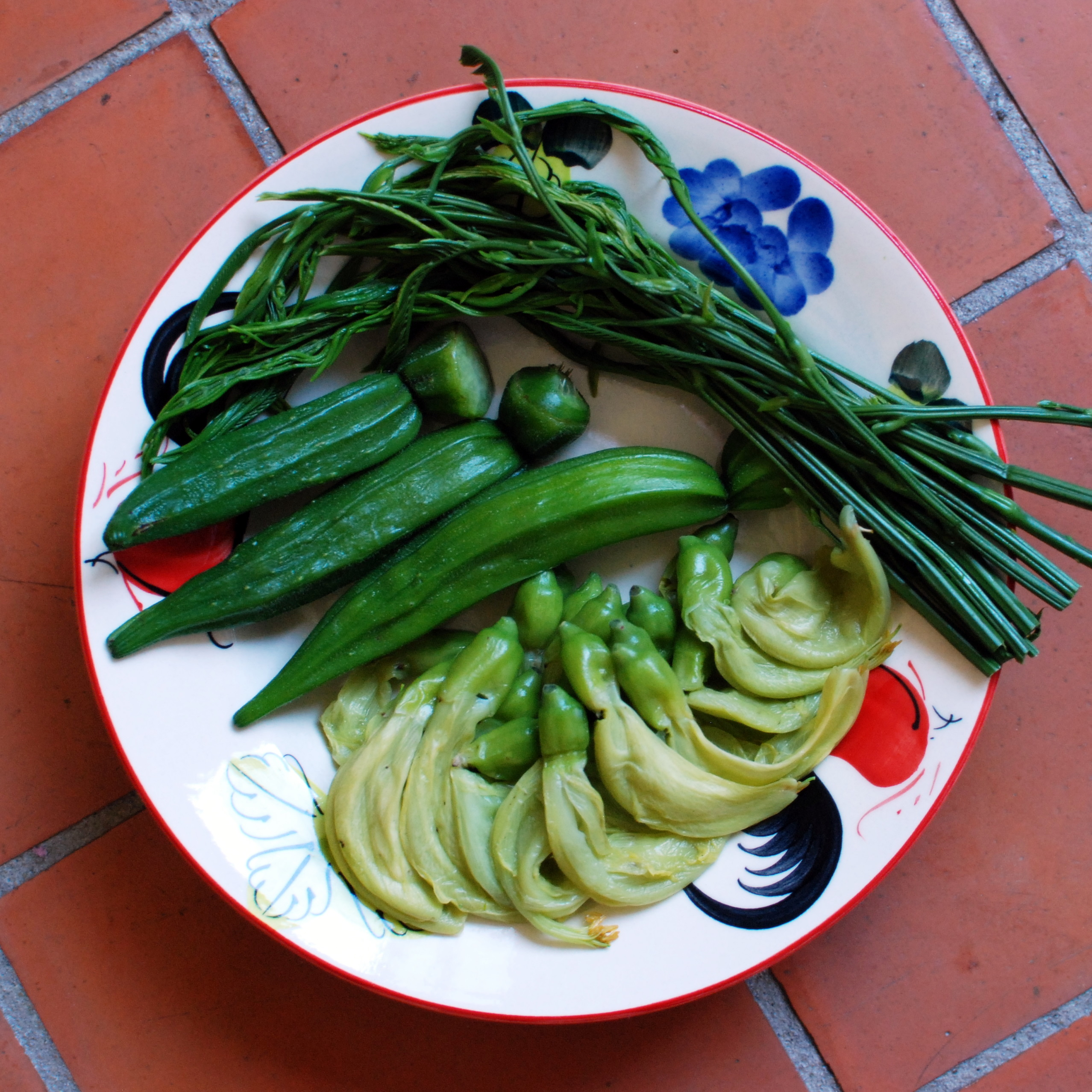
Flors de Sesbania grandiflora bullides, entre altres verdures típiques de la gastronomia tailandesa.

Sesbania és un gènere de plantes amb flor dins la família de les fabàcies.

## Sinònims
Aquest gènere havia estat conegut amb el nom Aeschynomene (Schreb.) 1770, (Jacq.) 1792.

## Taxonomia
El gènere Sesbania inclou algunes espècies de plantes aquàtiques i també espècies comestibles.
- Sesbania benthamiana
- Sesbania bispinosa (Jacq.) W.Wight (Magreb, Àsia)
- Sesbania brachycarpa
- Sesbania brevipedunculata
- Sesbania campylocarpa
- Sesbania cannabina
- Sesbania chippendalei
- Sesbania cinerascens
- Sesbania coerulescens
- Sesbania concolor
- Sesbania dalzielii
- Sesbania drummondii (Rydb.) Cory
- Sesbania dummeri
- Sesbania emerus
- Sesbania erubescens
- Sesbania exasperata
- Sesbania formosa
- Sesbania goetzei
- Sesbania grandiflora (L.) Poiret
- Sesbania greenwayi
- Sesbania hepperi
- Sesbania herbacea
- Sesbania hirtistyla
- Sesbania hobdyi
- Sesbania javanica
- Sesbania keniensis
- Sesbania leptocarpa
- Sesbania longifolia
- Sesbania macowaniana
- Sesbania macrantha
- Sesbania macroptera
- Sesbania microphylla
- Sesbania notialis
- Sesbania oligosperma
- Sesbania pachycarpa
- Sesbania paucisemina
- Sesbania punicea
- Sesbania quadrata
- Sesbania rostrata
- Sesbania sericea
- Sesbania sesban (Jacq.) W.Wight
- Sesbania simpliciuscula
- Sesbania somaliensis
- Sesbania speciosa
- Sesbania sphaerosperma
- Sesbania subalata
- Sesbania sudanica
- Sesbania tetraptera
- Sesbania tomentosa Hook. i Arn. - Ōhai (Hawaii)
- Sesbania transvaalensis J.B.Gillett
- Sesbania vesicaria (Jacq.) Elliott
- Sesbania virgata (Cav.) Pers.[2]